# Vooruit (Gand)
Il Vooruit (in olandese: Kunstencentrum Vooruit, che significa letteralmente avanti) è un complesso di edifici storici situato nella città belga di Gand. In origine, la struttura di Vooruit era destinata ad ospitare vari festival e mostre d'arte e ospitava anche un cinema, un teatro e una sala da ballo. Svolse anche il ruolo di centro del movimento operaio. Attualmente qui si tengono concerti , dibattiti e altri eventi culturali.

## Storia
L'edificio è stato progettato da Ferdinand Dierkens. La costruzione iniziò nel 1911 e aprì nel 1913 come Feestlokaal van Vooruit e divenne un simbolo del movimento socialista nel periodo tra le due guerre. Il nome della struttura deriva dall'organizzazione (o cooperativa) socialista comunista Vooruit ("Avanti") (1891-1970), sostenuta da Edward Anseele per proteggere i lavoratori dagli effetti dell'instabilità capitalista. Vooruit ha fornito alla classe operaia cibo ed eventi culturali a un prezzo accessibile.
La struttura fungeva da centro artistico e festival e faceva parte della società delle Fiandre durante la seconda guerra mondiale. È stato riaperto nel 1982 come centro culturale e opera in questa forma fino ad oggi. Nel 1983, il Vooruit è stato dichiarato monumento. Nel 2000, dopo un lungo restauro, è stato insignito del premio Monumento fiammingo dell'anno.